# Selección de fútbol sub-17 de Lesoto
La Selección de fútbol de Lesoto es el equipo que representa al país en el Mundial Sub-17, en el Campeonato Africano Sub-17 y en la Copa Sub-17 de la COSAFA; y es controlado por la Asociación de Fútbol de Lesoto.

## Participaciones

### Mundial Sub-17
| Año                         | Fase            | Posición        | PJ              | PG              | PE              | PP              | GF              | GC              |
| --------------------------- | --------------- | --------------- | --------------- | --------------- | --------------- | --------------- | --------------- | --------------- |
| China 1985                  | No se clasificó | No se clasificó | No se clasificó | No se clasificó | No se clasificó | No se clasificó | No se clasificó | No se clasificó |
| Canadá 1987                 | No se clasificó | No se clasificó | No se clasificó | No se clasificó | No se clasificó | No se clasificó | No se clasificó | No se clasificó |
| Escocia 1989                | No se clasificó | No se clasificó | No se clasificó | No se clasificó | No se clasificó | No se clasificó | No se clasificó | No se clasificó |
| Italia 1991                 | No se clasificó | No se clasificó | No se clasificó | No se clasificó | No se clasificó | No se clasificó | No se clasificó | No se clasificó |
| Japón 1993                  | No se clasificó | No se clasificó | No se clasificó | No se clasificó | No se clasificó | No se clasificó | No se clasificó | No se clasificó |
| Ecuador 1995                | No se clasificó | No se clasificó | No se clasificó | No se clasificó | No se clasificó | No se clasificó | No se clasificó | No se clasificó |
| Egipto 1997                 | No se clasificó | No se clasificó | No se clasificó | No se clasificó | No se clasificó | No se clasificó | No se clasificó | No se clasificó |
| Nueva Zelanda 1999          | No se clasificó | No se clasificó | No se clasificó | No se clasificó | No se clasificó | No se clasificó | No se clasificó | No se clasificó |
| Trinidad y Tobago 2001      | No se clasificó | No se clasificó | No se clasificó | No se clasificó | No se clasificó | No se clasificó | No se clasificó | No se clasificó |
| Finlandia 2003              | No se clasificó | No se clasificó | No se clasificó | No se clasificó | No se clasificó | No se clasificó | No se clasificó | No se clasificó |
| Perú 2005                   | No se clasificó | No se clasificó | No se clasificó | No se clasificó | No se clasificó | No se clasificó | No se clasificó | No se clasificó |
| Corea del Sur 2007          | No se clasificó | No se clasificó | No se clasificó | No se clasificó | No se clasificó | No se clasificó | No se clasificó | No se clasificó |
| Nigeria 2009                | No se clasificó | No se clasificó | No se clasificó | No se clasificó | No se clasificó | No se clasificó | No se clasificó | No se clasificó |
| México 2011                 | No se clasificó | No se clasificó | No se clasificó | No se clasificó | No se clasificó | No se clasificó | No se clasificó | No se clasificó |
| Emiratos Árabes Unidos 2013 | No se clasificó | No se clasificó | No se clasificó | No se clasificó | No se clasificó | No se clasificó | No se clasificó | No se clasificó |
| Chile 2015                  | No se clasificó | No se clasificó | No se clasificó | No se clasificó | No se clasificó | No se clasificó | No se clasificó | No se clasificó |
| India 2017                  | No se clasificó | No se clasificó | No se clasificó | No se clasificó | No se clasificó | No se clasificó | No se clasificó | No se clasificó |
| Total                       | 0/16            | 0º              | 0               | 0               | 0               | 0               | 0               | 0               |

### Campeonato Africano Sub-17
| CAF U-17 Championship | CAF U-17 Championship       | CAF U-17 Championship       | CAF U-17 Championship       | CAF U-17 Championship       | CAF U-17 Championship       | CAF U-17 Championship       | CAF U-17 Championship       |                             |
| Año                   | Ronda                       | J                           | G                           | E                           | P                           | GF                          | GC                          |                             |
| --------------------- | --------------------------- | --------------------------- | --------------------------- | --------------------------- | --------------------------- | --------------------------- | --------------------------- | --------------------------- |
| 1995                  | No participó                | No participó                | No participó                | No participó                | No participó                | No participó                | No participó                |                             |
| 1997                  | No participó                | No participó                | No participó                | No participó                | No participó                | No participó                | No participó                |                             |
| 1999                  | No clasificó                | No clasificó                | No clasificó                | No clasificó                | No clasificó                | No clasificó                | No clasificó                |                             |
| 2001                  | No clasificó                | No clasificó                | No clasificó                | No clasificó                | No clasificó                | No clasificó                | No clasificó                |                             |
| 2003                  | No clasificó                | No clasificó                | No clasificó                | No clasificó                | No clasificó                | No clasificó                | No clasificó                |                             |
| 2005                  | Abandonó el torneo          | Abandonó el torneo          | Abandonó el torneo          | Abandonó el torneo          | Abandonó el torneo          | Abandonó el torneo          | Abandonó el torneo          |                             |
| 2007                  | No clasificó                | No clasificó                | No clasificó                | No clasificó                | No clasificó                | No clasificó                | No clasificó                |                             |
| 2009                  | No clasificó                | No clasificó                | No clasificó                | No clasificó                | No clasificó                | No clasificó                | No clasificó                |                             |
| 2011                  | No clasificó                | No clasificó                | No clasificó                | No clasificó                | No clasificó                | No clasificó                | No clasificó                |                             |
| 2013                  | No participó                | No participó                | No participó                | No participó                | No participó                | No participó                | No participó                |                             |
| 2015                  | No participó                | No participó                | No participó                | No participó                | No participó                | No participó                | No participó                |                             |
| 2017                  | No clasificó Por disputarce | No clasificó Por disputarce | No clasificó Por disputarce | No clasificó Por disputarce | No clasificó Por disputarce | No clasificó Por disputarce | No clasificó Por disputarce | No clasificó Por disputarce |
| 2019                  | No clasificó Por disputarce | No clasificó Por disputarce | No clasificó Por disputarce | No clasificó Por disputarce | No clasificó Por disputarce | No clasificó Por disputarce | No clasificó Por disputarce | No clasificó Por disputarce |
| Total                 | -                           | -                           | -                           | -                           | -                           | -                           | -                           |                             |

### Copa Sub-17 de la COSAFA
- 1994 - Fase de grupos
- 2001 - No participó
- 2002 - Fase de grupos
- 2009 - Fase de grupos